# Siphoneugena dussii
Siphoneugena dussii är en myrtenväxtart som först beskrevs av Carl Karl Wilhelm Leopold Krug och Ignatz Urban, och fick sitt nu gällande namn av Carolyn Elinore Barnes Proença. Siphoneugena dussii ingår i släktet Siphoneugena och familjen myrtenväxter. Inga underarter finns listade i Catalogue of Life.